# 成家庄镇
成家庄镇，是中华人民共和国山西省吕梁市柳林县下辖的一个乡镇级行政单位。

## 行政区划
成家庄镇下辖以下地区：
成家庄村、张家塔村、王家坡村、村王村、官庄垣村、张家庄村、马家梁村、邓家凹村、邓家庄村、田家坡村、聚财塔村、下垣则村、艾掌村、李家凹村、高家凹村、双凹村、牛家川村、下段段村、化舍村和赤木凹村。